# Селва Баса (Пистоја)
Селва Баса је насеље у Италији у округу Пистоја, региону Тоскана.
Према процени из 2011. у насељу је живело 34 становника. Насеље се налази на надморској висини од 113 м.